# Dražen Sermek
Dražen Sermek (1969.), hrvatski šahist, velemajstor. Neko vrijeme nastupao je pod slovenskom zastavom.
Po statistikama FIDE sa službenih internetskih stranica od 12. travnja 2012., s 2501 bodom 16. je aktivni igrač na ljestvici šahista u Hrvatskoj, 636. u Europi a 807. na svijetu. 
Naslov međunarodnog majstora 1990. godine.
1994. je godine stekao velemajstorski naslov.

## Vanjske poveznice
- Hrvatski šahovski savez  Arhivirana inačica izvorne stranice od 11. travnja 2012. (Wayback Machine) Nacionalna rejting lista od 1. ožujka 2012.
- Dražen Sermek na Chessgames.com